# Reylynn Caster

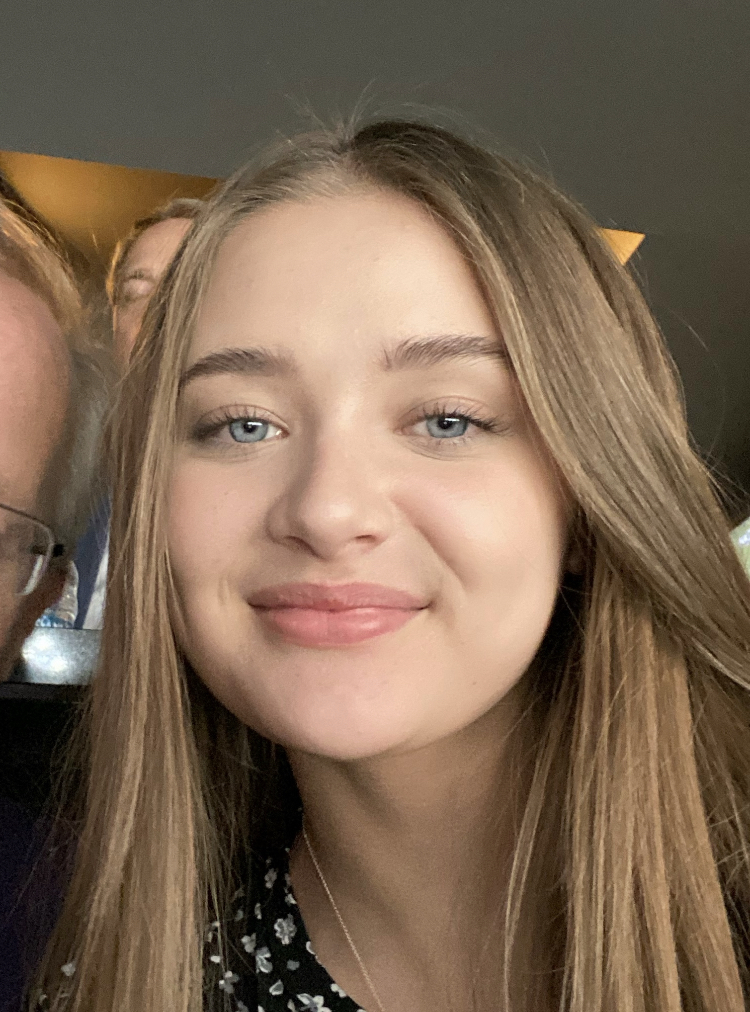
Reylynn Caster (2021)

Reylynn Caster (* 3. März 2003 in Wichita, Kansas) ist eine US-amerikanische Film- und Fernsehschauspielerin.

## Leben
Reylynn Caster wuchs in Wichita, Kansas auf. Sie nahm Schauspielunterricht und trat in verschiedenen Theaterrollen auf, darunter Aladdin, Pippin und The Music Man. 2016 bewarb sie sich für eine Rolle im Film Logan – The Wolverine (2017), die letztlich an Dafne Keen ging. Ihr Audition-Tape beeindruckte allerdings verschiedene Talentagenturen und so zog sie nach Los Angeles. Ihre erste größere Rolle war 2015 eine Hauptrolle in der Serie Think. Create. Repeat. Es folgten Gastauftritte in den Series Speechless, Schreck-Attack und Das geheimnisvolle Kochbuch. Von 2017 bis 2018 hatte sie eine Hauptrolle in der CBS-Serie Me, Myself & I.
2019 folgte ihre erste größere Filmrolle in Adventures of Dally & Spanky. Im gleichen Jahr hatte sie eine größere Rolle in der Fernsehserie American Housewife. 2020 folgte eine Hauptrolle in der Netflix-WWE-Kooperation The Big Show Show. Dort spielte sie sie älteste Tochter des ehemaligen Wrestlers Big Show aus einer früheren Ehe.

## Filmografie
- 2014: Wichita
- 2015: Think. Create. Repeat. (Fernsehserie, 6 Episoden)
- 2016: The Matchbreaker
- 2016: Bender
- 2017: Speechles (Fernsehserie, 1 Episode)
- 2017: Schreck-Attack (Walk the Prank)  (Fernsehserie, 1 Episode)
- 2017–2018: Me, Myself and I (Fernsehserie, 10 Episoden)
- 2018: Das geheimnisvolle Kochbuch (Just Add Magic)  (Fernsehserie, 1 Episode)
- 2018: Wonderland (Kurzfilm)
- 2019: Adventures of Dally & Spanky
- 2019: American Housewife (Fernsehserie, 7 Episoden)
- 2020: The Big Show Show (Fernsehserie, 9 Episoden)
- seit 2021: The Young and the Restless